# أحمد بهاء الدين شعبان
أحمد بهاء الدين شعبان سياسي وكاتب مصري وُلد في الرابع من فبراير عام 1949، وتخرج في قسم الهندسة الميكانيكية بكلية الهندسة بجامعة القاهرة، وهو الأمين العام للحزب الاشتراكي المصري.

## حياته
وُلد أحمد بهاء الدين شعبان بمحافظة القاهرة عام 1949، والتحق بكلية الهندسة بجامعة القاهرة في ستينيات القرن العشرين. وفي الجامعة، انضم أحمد بهاء الدين شعبان إلى الحركة الطلابية في ذروتها، وانخرط في النشاط الطلابي والعمل السياسي فشارك في مظاهرات الطلاب عام 1968 احتجاجاًا على محاكمات قادة الطيران الصورية التي تلت هزيمة الخامس من يونيو عام 1967، وفي عام 1972، شارك في المظاهرات الطلابية الرافضة لحالة اللاسلم واللاحرب التي انتهجها الرئيس المصري الراحل محمد أنور السادات قبيل قيام حرب السادس من أكتوبر. كان الرئيس الراحل أنور السادات قد أعلن في بدايات ذلك العام أنّه سيكون عام الحسم في معركة مصر مع العدو الصهيوني، ثم تراجع في وقت لاحق مطلقاً عليه اسم عام الضباب.

### اعتقاله
شارك أحمد بهاء الدين شعبان في الاحتجاجات التي عُرفت باسم انتفاضة الخبز يومي الثامن عشر والتاسع عشر من يناير عام 1977، فتعرّض للاعتقال واتُهم مع آخرين بقيادة الانتفاضة الشعبية، تكلم عنهم الشاعر أحمد فؤاد نجم في قصيدته المعروفة باسم «أنا رحت القلعة»، وكان أحمد بهاء الدين شعبان من بين من ذكرهم الشاعر بالاسم في القصيدة حين قال:
«أنا شُفت شباب الجامعة الزين.. أحمد وبهاء وجميعي وزين... حارمينهم حتى الشوف بالعين... وفي عز الظلمة مغميين... عيطي يا بهية على القوانين»، وقد كتب أحمد بهاء الدين شعبان عن تلك الأحداث وسجل وقائعها كما عاشها في كتابه المعنون باسم «48 ساعة هزّت مصر».

### الحركة المصرية من أجل التغيير
كان أحمد بهاء الدين شعبان أحد مؤسسي الحركة المصرية من أجل التغيير التي اشتهرت باسم «حركة كفاية»، والتي تأسست في عام 2004، وقد وقع على بيانها التأسيسي، وشارك في فعالياتها ومظاهراتها في الشارع، وكان من بين الموقعين على بيان الحركة يرفض استمرار الرئيس المصري الراحل محمد حسني مبارك في الحكم قبل الاستفتاء على ولاية رابعة له، وكتب عن الحركة في عام 2006 كتابه المعنون باسم «رفة الفراشة.. كفاية - الماضي والمستقبل».

### ثورة يناير وما قبلها وما تلاها
انضم أحمد بهاء الدين شعبان إلى الجمعية الوطنية من أجل التغيير، وكان منسقا عاما للجمعية، والتي كانت من أوائل الحركات الداعية للمشاركة في ثورة الخامس والعشرين من يناير عام 2011، ثم أسس بعد ثورة يناير الحزب الاشتراكيّ المصريّ مع عدد من قيادات التيار اليساري المصري، ويشغل حاليا منصب الأمين العام للحزب إلى جانب عضويته بأمانة عدد من الحركات المناهضة للصهيونية منها «الحركة الشعبيّة لمقاومة الصهيونيّة ومقاومة إسرائيل»، و«اللجنة المصريّة العامّة لمقاطعة السلع والشركات الإسرائيليّة والأمريكيّة».

### كتاباته الصحفية
كتب أحمد بهاء الدين شعبان المقالات لعدد من الصحف والمجلات المصرية والعربية من بينها جريدة الأهالي التي تصدر عن حزب التجمع، وجريدة السفير اللبنانية، وجريدة المشهد المصرية، وله مقال أسبوعي بجريدة الدستور المصرية، وهو مقرر لجنة الشباب بالمجلس الأعلى للثقافة منذ ديسمبر عام 2015.

## مؤلفاته
ألف أحمد بهاء الدين شعبان العديد من المؤلفات، ومنها:
- شرعية السلطة في العالم العربي: صدر عام 1985 عن دار الشروق للنشر والتوزيع بالقاهرة.[6]
- الحركة الطلاّبيّة الحديثة في مصر.. تجربة ربع قرن: كتبه بالاشتراك مع الدكتور أحمد عبد الله، وصدر عام 1993.
- إتفاق غزة أريحا.. الملامح والنتائج السياسية والإقتصادية: اشترك أحمد بهاء الدين شعبان في تأليفه مع الكاتبة نادية رفعت، وصدر عام 1994 عن دار الطباعة المتميزة بالقاهرة.[7]
- حاخامات وجنرالات.. الدين والدولة في إسرائيل: صدر عام 1996 عن الهيئة المصرية العامة للكتاب بالقاهرة.[8]
- ما بعد الصهيونيّة وأكذوبة حركة السلام في إسرائيل: صدر عام 1999 عن مكتبة جزيرة الورد للنشر والتوزيع بالقاهرة.[9]
- أوجلان الزعيم.. والقضية: صدر عام 2002 عن دار ميريت للطباعة والنشر والتوزيع بالقاهرة.[10]
- الدور الوظيفيّ للعلم والتكنولوجيا في تكوين وتطوير الدولة الصهيونيّة: صدر عام 2004.[11]
- الديمقراطية المغدورة في الشرق الأوسط الكبير: صدر عام 2005.[12]
- انحزت للوطن: صدر عام 2005.[13]
- رفّة الفراشة.. كفاية - الماضي والمستقبل: صدر عام 2006 عن مطبوعات كفاية بالقاهرة.[14]
- 48 ساعة هزّت مصر: صدر عام 2009 عن دار هيفن للنشر والتوزيع بالقاهرة.[15]
- صراع الطبقات في مصر المعاصرة (مقدّمات ثورة 25 يناير 2011): صدر عام 2011 عن الهيئة المصرية العامة للكتاب بالقاهرة ضمن مشروع مكتبة الأسرة.[16]
- الحركات الاحتجاجيّة الجديدة من بورتو إليجري إلى ربيع العرب: صدر عام 2012 عن الهيئة المصرية العامة للكتاب بالقاهرة ضمن مشروع مكتبة الأسرة.
- حكاية مشعلي الثورات: صدر عام 2013 عن الهيئة المصرية العامة لقصور الثقافة بالقاهرة ضمن سلسلة حكاية مصر.[17][18]
- 25 يناير.. مباحث وشهادات: اشترك أحمد بهاء الدين شعبان في تأليفه مع الكتّاب شعبان يوسف، وعماد عبد اللطيف، وماجدة موريس، وسيد ضيف الله، وخالد سعيد، وعبد القادر ياسين، وصدر عام 2013 عن المركز العربي للأبحاث ودراسة السياسات بالقاهرة.[19]
- من ثقافة المقاطعة إلى ثقافة المقاومة: صدر عام 2015 عن المجلس الأعلى للثقافة بالقاهرة.
- العلم والسيطرة: صدر عام 2016 عن المجلس الأعلى للثقافة بالقاهرة.[20]
- القضية الفلسطينية في مئويتها الثانية.. من سايكس-بيكو إلى الربيع العربي: اشترك أحمد بهاء الدين شعبان في تأليفه مع الكتّاب رشاد أبو شاور، وفيصل جلول، وأشرف بيومي، وثريا عاصي، والناصر الخشيني، والطاهر العبيدي، وحسن حميد، وجمال حلاوة، ورامتان عوايطة، وحياة الحويك عطية، وعبد الجبار سعد، وسامي كليب، وكمال الطويل، وماريا سعادة، وموفق محادين، وماجد البرهومي، ومحمود شبر، ونواف الزرو، ونافذ أبو حسنة، ويوسف مكي، ويوسف هندي، ونذير جعفر، وصدر عام 2017 عن دار الفارابي للنشر والتوزيع ببيروت.[21][22][23]
- أغنية لعبد الناصر: صدر عام 2018 عن دار نشر أنباء روسيا.[24]